# Жудисе, Нуну
Нуну Жудисе (порт.  Nuno Júdice; 29 апреля 1949, Мешильоэйра-Гранди — 17 марта 2024) — португальский филолог, поэт, драматург, эссеист.

## Биография
Стихи начал писать в восемь лет. Закончил Лиссабонский университет по специальности «Романская филология», защитил диссертацию по средневековой литературе. Исполнял обязанности советника по культуре посольства Португалии в Париже (1997—2004), параллельно возглавлял там же Институт Камоэнса. Профессор Нового Лиссабонского университета. Руководил литературным журналом Табачная лавка, который издавал Дом Пессоа. Переводил драмы Корнеля, стихи Эмили Дикинсон.
Умер 17 марта 2024 года в возрасте 74 лет.

## Произведения

### Поэзия
- A Noção de Poema (1972)
- O Pavão Sonoro (1972)
- Crítica Doméstica dos Paralelepípedos (1973)
- As Inumeráveis Águas/ Неисчислимые воды (1974)
- O Mecanismo Romântico da Fragmentação (1975)
- Nos Braços da Exígua Luz (1976)
- O Corte na Ênfase (1978)
- O Voo de Igitur num Copo de Dados (1981)
- A Partilha Dos Mitos (1982)
- Lira de Líquen (1985)
- A Condescendência do Ser (1988)
- Enumeração de Sombras/ Перечень теней (1988)
- As Regras da Perspectiva (1990)
- Uma Sequência de Outubro (1991)
- Obra Poética 1972—1985 (1991)
- Um Canto na Espessura do Tempo (1992)
- Meditação sobre Ruínas/ Размышление о руинах (1995)
- O Movimento do Mundo (1996)
- Poemas em Voz Alta/ Стихи в полный голос (1996)
- A Fonte da Vida/ Источник жизни (1997)
- Raptos (1998)
- Teoria Geral do Sentimento (1999)
- Poesia Reunida 1967—2000 (2001)
- Pedro lembrando Inês (2002)
- Cartografia de Emoções/ Картография чувств (2002)
- O Estado dos Campos (2003)
- Geometria variável (2005)
- As coisas mais simples/ Самые простые вещи (2006)
- A Matéria do Poema/ Вещество стихотворения (2008)
- O Breve Sentimento do Eterno (2008)
- Guia de Conceitos Básicos (2010)

### Проза
- Última Palavra: «Sim» (1977)
- Plâncton/ Планктон, роман (1981)
- A Manta Religiosa/ Самка богомола, роман (1982)
- O Tesouro da Rainha de Sabá — Conto Pós-Moderno/ Сокровище царицы Савской, роман (1984)
- Adágio (1984)
- A Roseira de Espinho (1994)
- A Mulher Escarlate, Brevíssima (1997)
- Vésperas de Sombra, роман (1998)
- Por Todos os Séculos/ Во веки веков, роман (1999)
- A Árvore dos Milagres (2000)
- A Ideia do Amor e Outros contos (2003)
- O anjo da tempestade (2004)
- O Enigma de Salomé/ Загадка Саломеи (2007)
- Os Passos da Cruz/ Крестный путь, роман (2009)
- Dois Diálogos entre um padre e um moribundo (2010)
- O Complexo de Sagitário (2011)

### Эссе
- A Era de «Orpheu»/ Эпоха Орфея (1986)
- O Espaço do Conto no Texto Medieval (1991)
- O Processo Poético/ Поэтический процесс (1992)
- Portugal, Língua e Cultura (1992)
- Voyage dans un Siècle de Littérature Portugaise (1993)
- Viagem por um século de literatura portuguesa (1997)
- As Máscaras do Poema/ Маски стихотворения (1998)
- B.I. do Capuchinho Vermelho (2003)
- A viagem das palavras: estudo sobre poesia/ Путём слов: исследование поэзии (2005)
- A certidão das histórias (2006)
- O ABC da Crítica (2010)

### Театр
- Antero — Vila do Conde (1979)
- Flores de Estufa (1993)
- Teatro (2005)
- O Peso das Razões (2009)

## Признание
Премия Португальского ПЕН-клуба за поэзию (1985). Премия Дона Диниша (1990). Премия Фернанду Наморы (2004). Премия Сезариу Верде (2005), премия королевы Софии по ибероамериканской поэзии (2013) и др. награды. Стихи Жудисе выходили книгами на английском, французском, испанском, итальянском, нидерландском, шведском, датском, чешском, болгарском языках, на французский их, среди других, переводил Филипп Жакоте.